# Ölpolitur
Die Ölpolitur ist ein Verfahren zur Veredelung strapazierter Holzoberflächen. Die Methode wurde vor allem Ende des 18. und Anfang des 19. Jahrhunderts angewendet. Mit einem Bimsstein oder einem Schleifklotz und Zusatz einer Schleifmasse aus trocknendem Öl, Füllmitteln und Pigmenten wird mehrmals über das Holz geschliffen. Füllmittel und Pigmente füllen die Holzporen auf und verkleben durch das Öl, welches im Laufe der Zeit verharzt. Durch das Öl dunkelt die Holzoberfläche ab und wird vor dem Eindringen von Feuchtigkeit geschützt. Die Pigmente können Farbänderungen des Holzes durch die Einwirkung von Sonnenstrahlen verringern. Auf der Oberfläche entsteht ein matter Seidenglanz. Heute wird dieses Verfahren vor allem bei der Restaurierung verwendet.